# Lin May
Lin May (* 30. April 1973 in Würzburg; † 30. August 2023 in Berlin), voller Name Lin May Saeed, war eine deutsch-irakische Bildhauerin und Tierrechtsaktivistin. 

## Leben und Werdegang
Lin May Saeed wuchs in Wiesbaden auf. Sie hatte mütterlicherseits einen jüdisch-deutschen und väterlicherseits einen irakischen Familienhintergrund.
Saeed studierte von 1995 bis 2001 Bildhauerei an der Kunstakademie Düsseldorf bei Luise Kimme und Tony Cragg. Dort begann sie sich für Tierrechte zu interessieren, befasste sich mit dem Tierrechtsphilosophen Tom Regan und nahm an entsprechenden Aktionen (z. B. Protesten gegen Pelztierhandel) teil. Sie lebte seitdem vegan. 
Nach ihrem Umzug von Düsseldorf nach Berlin gründete sie 2003 den Ausstellungsraum Center in Berlin-Tiergarten, den sie bis 2009 betrieb. Von 2008 bis 2010 hielt Lin May Saeed einen Lehrauftrag für Bildhauerei an der Kunstakademie Düsseldorf.
Lin May Saeed starb am 30. August 2023 an den Folgen eines Hirntumors im Alter von 50 Jahren, zwei Wochen vor der Eröffnung ihrer Einzelausstellung im Georg Kolbe Museum in Berlin.

## Werk
Inhaltlich befasste sich Lin May Saeed fast zwei Jahrzehnte mit dem Verhältnis zwischen Mensch und Tier und der Zerstörung des Lebensraums der Tierwelt durch den Menschen, beginnend mit dem Sesshaftwerden im Neolithikum. Ihre Skulpturen, Reliefs, Tore und Scherenschnitt-Installationen beschäftigen sich mit der Ausbeutung der Tiere, ihrer Befreiung sowie der Utopie einer friedlichen Koexistenz von Tier und Mensch.
Saeeds Arbeiten sind meist aus Styropor, Pappe und Werkzeugstahl gefertigt. Insbesondere verwendete sie Styropor für ihre Arbeiten, da aus ihrer Sicht in ferner Zukunft nicht Bronze oder Marmor als bildhauerisches Material Zeugnis menschlichen Schaffens ablegen werden, denn sie würden irgendwann verfallen, Styropor hingegen bleibe intakt. Es steht für die Künstlerin als Mahnung der Auswirkungen des Menschen auf die Umwelt, dient jedoch zugleich als emanzipatorisches Material, das auch ohne viel Körperkraft leicht zu bearbeiten ist.
Ihr ikonografischer Bezugsrahmen umfasst unter anderem ägyptische Statuen, griechisch-römische Skulpturen sowie die Mythenwelt des Kulturraums Mesopotamiens.
Das Thema Tierrechte aus der weiblichen Perspektive darzustellen, war ein weiteres Anliegen der Künstlerin, da die vielen Frauen, die Teil der Bewegung sind, aus ihrer Sicht öffentlich kaum wahrgenommen werden. In ihren neueren Werken befasste sich Lin May Saeed darüber hinaus mit Speziesismus, der Diskriminierung nicht-menschlicher Spezies durch den Menschen in der anthropogen (auf die Bedürfnisse des Menschen) ausgerichteten Welt. Dabei verstand sie sich nicht nur als Künstlerin, sondern auch als politische Aktivistin.

## Ausstellungen (Auswahl)

### Einzelausstellungen
- Lin May Saeed – The Herd at the Watering Hole, Kasteel Wijlre, 2025[6]
- Lin May Saeed. Im Paradies fällt der Schnee langsam. Ein Dialog mit Renée Sintenis (c: Kathleen Reinhardt), Georg-Kolbe-Museum, Berlin, 2023
- Lin May Saeed und Jochen Lempert, Chris Sharp Gallery, Los Angeles, 2023
- Rami: Jacky Strenz, Frankfurt am Main, 2021[7]
- Arrival of the Animals (c: Robert Wiesenberger), The Clark Art Institute, Williamstown, 2020
- Biene (c: Joe Scotland), Studio Voltaire, London, 2018
- Djamil, Lulu (c: Chris Sharp), Mexiko-Stadt, 2017
- Peter-Mertes-Stipendium: Kunstverein Bonn, Bonn 2012
- abc, art berlin contemporary: Jacky Strenz, Frankfurt am Main, 2011
- Liberation Galerie Thomas Flor, Düsseldorf 2010
- Nelly-Sachs-Park mit Jens Ullrich: Jacky Strenz, Frankfurt am Main, 2010
- Ankunft der Tiere: Jacky Strenz, Frankfurt am Main, 2009
- Arm und Reich: Alex Jasch / Lin May im Glaspavillon der Volksbühne am Rosa-Luxemburg-Platz, Berlin, 2008
- vor Christus: Jacky Strenz, Frankfurt am Main, 2007
- Sculptagy & Dwoonings: Galerie Thomas Flor, Düsseldorf, 2006
- Nome, Djinn, Mangan mit Jens Ullrich: Galerie Flor, Düsseldorf, 2005

### Gruppenausstellungen
- Der König ist tot, lang lebe die Königin (c: Udo Kittelmann), Museum Frieder Burda, Baden-Baden, 2023
- Spark Birds (c: Xander Karkens), buitenplaats, Kasteel Wijlre, 2023
- Eurasia – A Landscape of Mutability (c: Joanna Zielinska and Nav Haq), Museum of Contemporary Art Antwerp, 2021
- Amsterdam Sculpture Biennale, ARTZUID 2021 – Imagine (c: Cintha van Heeswijck), Amsterdam, 2021
- La Mer Imaginaire (c: Chris Sharp), Fondation Carmignac, Porquerolles, 2021
- Espressioni (c: Carolyn Christov-Bakargiev, Marcella Beccaria, Marianna Vecellio and Fabio Cafagna), Museo Castello di Rivoli, Turin, 2021
- Biennial of Graphic Arts (c: Slavs and Tatars), Ljubljana, 2019
- Good Space Communities – oder das Versprechen von Glück (c: Andreas Baur), Villa Merkel, Esslingen, 2019
- Wildnis (c: Esther Schlicht), Schirn Kunsthalle Frankfurt, 2018–19[8]
- Class Reunion – Works from the Gaby and Wilhelm Schürmann Collection, mumok, Wien, 2018
- Metamorphosis (c: Chus Martínez), Museo Castello di Rivoli, Turin, 2018
- La fin de Babylone (c: Chus Martínez), KölnSkulptur #9, Köln, 2017
- 9th Berlin Biennale for Contemporary Art, Center for Style, Akademie der Künste Berlin, Berlin, 2016
- The Worldly House, Archivbeitrag im Rahmen der dOCUMENTA (13) in Kassel, 2012
- Impossible Vacation, White Flags Projects, St. Louis, USA, 2011
- GELD, reception Galerie Berlin, 2011
- Deli Vegan für SCHATTEN UND WESEN, Kunstverein Schwerte 0809 im Nachtfoyer / Kunsthalle Düsseldorf, 2011
- New Roads of Solidarity – Internationaler Antirepressionskongress, Hamburg, 2010
- Ich Tier! (Du Mensch), Perla Mode / Dienstgebäude Zuerich, 2010
- Societate su i ma Logika (mit Jens Ullrich und Jochen Lempert), Kunstverein Schwerte, 2008
- Antispe-Kongress Hannover, UJZ Korn, 2008
- Bitte schreiben Sie eine vernichtende Kritik über meine Spezies, wir können nur überleben wenn wir wenige bleiben (mit Saskia Paul und Alexander Kurz), Center, Berlin, 2003
- Mode gegen Rechts (mit Jens Ullrich und Alex Jasch), Ausstellungsraum Kölner Straße 334, Düsseldorf, 2001

## Bibliographie
- Arrival of the Animals, The Clark Art Institute Williamstown, Ausstellungskatalog (Hrsg. Robert Wiesenberger), Yale University Press, 2020
- Good Space – Communities oder das Versprechen von Glück, Villa Merkel, Ausstellungskatalog (Hrsg. Andreas Baur), Esslingen, 2019
- Wildnis, Schirn Kunsthalle, Ausstellungskatalog (Hrsg. Esther Schlicht), Frankfurt/Main, 2018
- Metamorphoses – Let Everything Happen to You, Museo Castello di Rivoli, Ausstellungskatalog (Hrsg. Chus Martínez), Turin, 2018
- Schatten & Wesen – 9 Ausstellungen im Kunstverein Schwerte 2008 – 2010, (Hrsg. Christian Freudenberger und Markus Karstieß), Schwerte, 2011
- Uta Grosenick (Hrsg.): Ein Neger mit Gazelle. Revolver, Archiv für Aktuelle Kunst, Frankfurt am Main 2004, ISBN 978-3-937577-41-8.
- Jens Ulrich, Alex Jasch, Florian Baudrexel (Hrsg.): Die Sieben Bücher der Weisheit und Schönheit. Revolver, Archiv für Aktuelle Kunst, Frankfurt am Main 2005, ISBN 978-3-86588-128-1.
- Recipes from Iraq. Vegane Rezepte aus dem Irak mit Texten von Abbas Khider, Melanie Bujok und Lin May. publiziert vom Bonner Kunstverein, 2012.

## Stipendien
- 2000: Stipendium der Studienstiftung des deutschen Volkes
- 2011: das Peter-Mertes-Stipendium des Bonner Kunstvereins